# Имущественный интерес (страхование)
Имущественный интерес —  правомерный интерес лица (гражданина или юридического лица), связанный с правом собственности, иными вещными правами и обязательствами, а также интерес, направленный на сохранение и обеспечение жизни, здоровья, трудоспособности гражданина. Ключевое понятие, лежащее в основе страхования. В соответствии со статьей 4 Закона РФ «Об организации страхового дела в Российской Федерации» именно имущественные интересы, имеющие различный предмет, представляют собой объект страхования
. Отсутствие страхового интереса у страхователя может быть основанием для признания договора страхования недействительным как не соответствующего требованиям закона (ст. 4 Закона «Об организации страхового дела…»), в том числе и в договорах страхования жизни.

## Определение имущественного интереса в законодательстве
Закон устанавливает, что  предметом договора страхования могут являться:
- в личном страховании - имущественные интересы, связанные с жизнью, здоровьем, трудоспособностью и пенсионным обеспечением страхователя (застрахованного лица);
- в страховании имущества - имущественные интересы, связанные с владением, распоряжением и пользованием имуществом;
- в страховании ответственности - имущественные интересы, связанные с возникновением обязанности страхователя компенсировать ущерб, причиненный его действиями имущественным интересам третьих лиц.

Согласно Гражданскому кодексу РФ (часть вторая) установлены ограничения на интересы, страхование которых не допускается. К таким интересам относятся прежде всего противоправные интересы. Кроме того, не допускается страхование убытков от участия в играх, лотереях и пари, а также страхование расходов, к которым лицо может быть принуждено в целях освобождения заложников.

## Содержание имущественного интереса для физических и юридических лиц
Содержание имущественного интереса для юридических и физических лиц несколько отличается.
Под имущественными интересами юридических лиц понимают прежде всего интересы собственника (а также владельца или пользователя) имущества, связанные с его владением пользованием или распоряжением, и гражданской ответственностью, являющейся производной от владения, распоряжения и/или пользования имуществом. Имущественный интерес связан также с  различного рода источниками дохода хозяйствующего субъекта.
Под имущественными интересами граждан следует понимать: 
- интересы, направленные на сохранение и обеспечение жизни, здоровья, трудоспособности застрахованных лиц;
- интересы собственника и/или обладателя иных имущественных прав и обязательства, связанных с различными видами имущества;
- имущественные интересы по поводу обеспечения соответствующих имущественных прав и ответственности, связанной с имуществом и действиями граждан.